# Mesoctenia australis
Mesoctenia australis är en tvåvingeart som beskrevs av Mcalpine 1973. Mesoctenia australis ingår i släktet Mesoctenia och familjen bredmunsflugor. Inga underarter finns listade i Catalogue of Life.